# Jüdischer Friedhof (Gehrden)

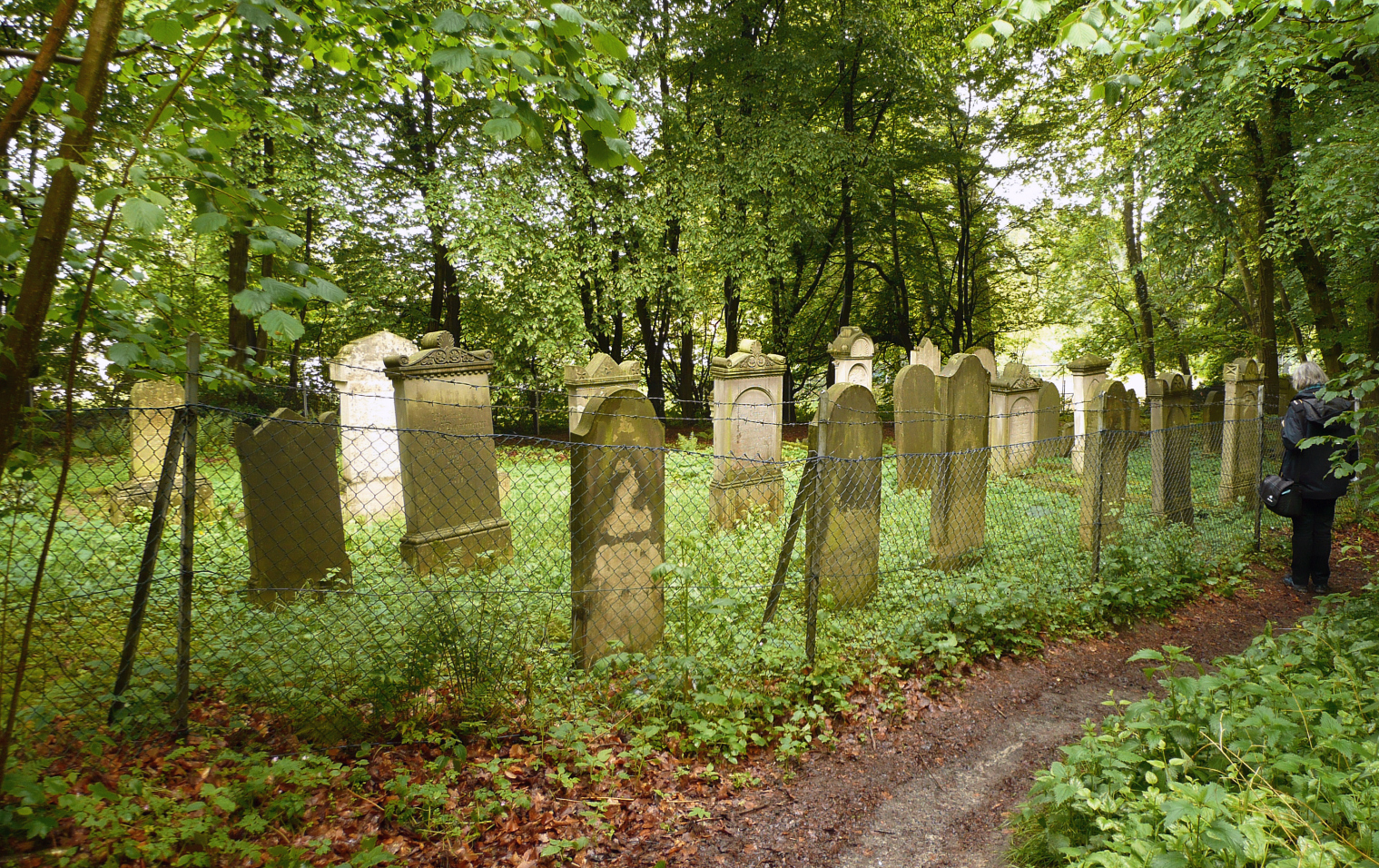
Jüdischer Friedhof Gehrden

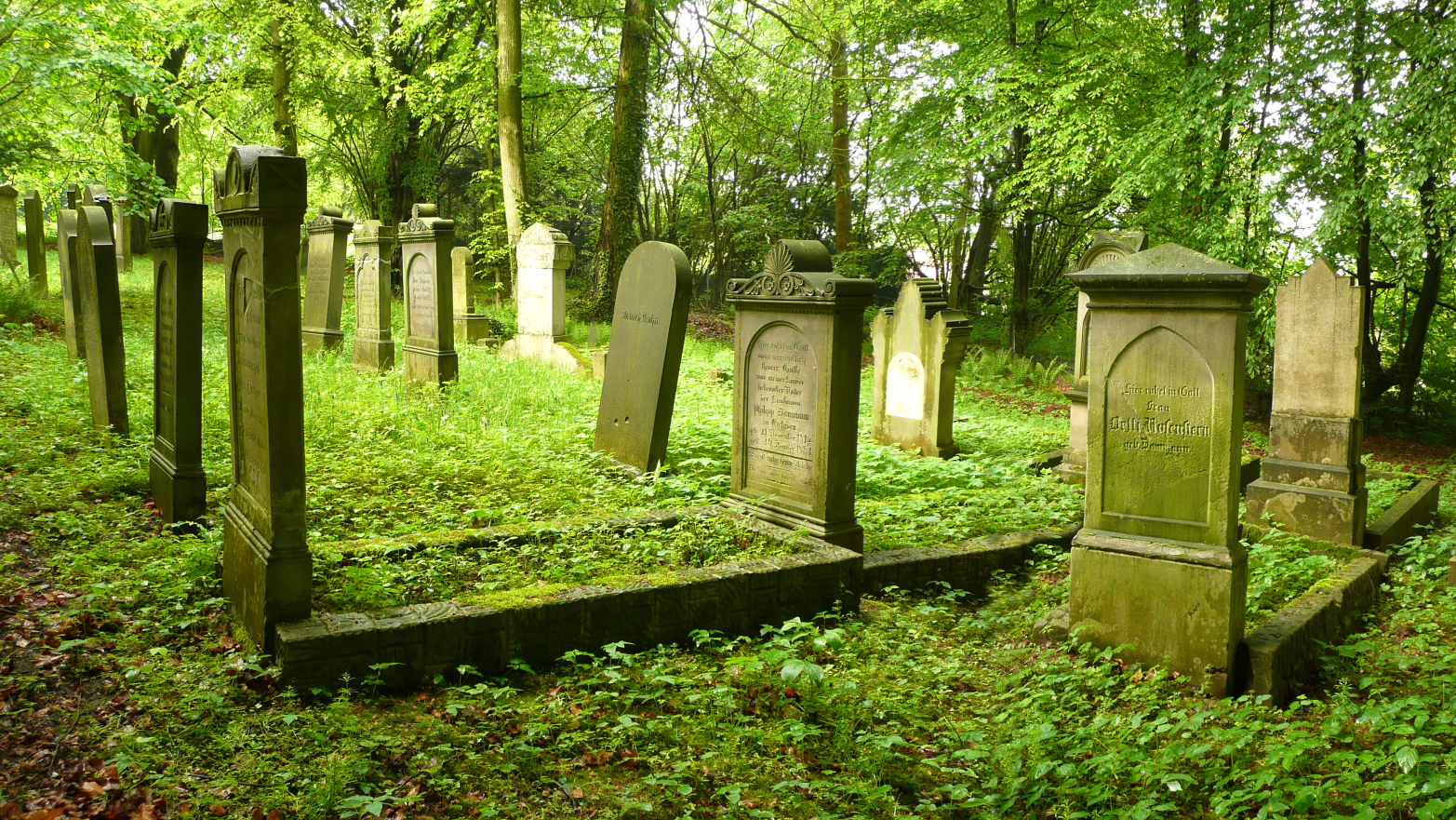
Gräber

Der Jüdische Friedhof Gehrden ist ein jüdischer Friedhof in der niedersächsischen Stadt Gehrden in der Region Hannover. Er ist ein geschütztes Kulturdenkmal. Auf dem etwa 1000 m² großen Friedhof am Gehrdener Berg oberhalb des Brauereiweges befinden sich 73 Grabsteine. Der Friedhof wurde von 1752 bis 1935 belegt.

## Geschichte
Die erste jüdische Familie wurde in Gehrden zu Beginn des 18. Jahrhunderts ansässig. Es entstand die Synagogengemeinde Gehrden, zu der auch die Ortschaften Großgoltern, Hohenbostel, Landringhausen, Ronnenberg, Winninghausen sowie seit 1871 Empelde und Holtensen gehörten.
In einem „Kauf Contract“ vom 21. Juli 1759 beurkundeten „Bürgermstr. und Rath des Fleckens Gehrden“ dem „Calenbergischen Schutzjuden Salomon Heinemann“, dass er „in dem Köterberge einen Platz zum Begräbniß (wie der alte Jude Philip Abraham)“ erhalte. Mitte des 19. Jahrhunderts wurde der Friedhof im Zuge der Verkoppelung und Erweiterung der Feldmark um 65,5 Quadratmeter erweitert. Mit dem Jüdischen Friedhof Groß Munzel (1841) und dem Jüdischen Friedhof Ronnenberg (1846) entstanden damals eigene Begräbnisplätze. Eigentümerin des Gehrdener jüdischen Friedhofs ist heute die Stadt Gehrden. Seit Anfang der 2000er Jahre pflegen jährlich im Herbst Konfirmanden die Grabstätten des Friedhofs.